# PCI-SIG
O PCI-SIG (Peripheral Component Interconnect Special Interest Group) é um consórcio industrial responsável por especificar os barramentos de computador Peripheral Component Interconnect (PCI), PCI-X, e PCI Express (PCIe).  Está sediado em Beaverton, Oregon. O PCI-SIG é distinto do PCI Industrial Computer Manufacturers Group, mesmo tendo nomes parecidos e foco adjacente.
O PCI Special Interest Group foi formado em 1992, inicialmente como um "programa de conformidade" para ajudar fabricantes de computadores a implementar a especificção Intel. A organização tornou-se uma corporação sem fins lucrativos, nomeada oficialmente como "PCI-SIG", no ano 2000.
As especificações PCI-SIG estão disponíveis para membros da organização como downloads gratuitos.
Não-membros podem comprar cópias impressas por entre US$1mil e US$3,5mil, ou um CD com todas as especificações virtuais por US$5mil.